# Dancing in the Flames
Dancing in the Flames é uma canção do cantor e compositor canadense The Weeknd, lançada em 13 de setembro de 2024, pela XO e Republic Records, que seria o primeiro single de seu sexto álbum de estúdio, Hurry Up Tomorrow (Porém, a canção não foi incluída no álbum). No dia seguinte, foi lançada uma versão ao vivo da canção. Em 16 de setembro de 2024, foi lançada uma versão acústica, acompanhada de um videoclipe. No mesmo dia, foi lançado um EP, com as versões citadas anteriormente, e uma versão instrumental e uma versão acapella. "Dancing in the Flames" é uma faixa de synth-pop, e recebeu críticas positivas dos críticos musicais e estreou na 14ª posição na parada Billboard Hot 100.

## Antecedentes e composição
The Weeknd cantou a canção ao vivo pela primeira vez em 7 de setembro de 2024, na sua apresentação de uma única noite em São Paulo, Brasil. em 9 de setembro de 2024, a canção foi anunciada como o primeiro single do seu futuro sexto álbum, Hurry Up Tomorrow, por meio do evento promocional do iPhone 16, da Apple, "It's Glowtime".
"Dancing in the Flames" é cantada no tom de Ré bemol maior, em compasso com andamento de 117 batidas por minuto, com os vocais de the Weeknd variando de Fá maior a Si bemol/Fá.

## Videoclipe
Um pouco dos bastidores do videoclipe foi mostrado pela primeira vez no evento da Apple de 9 de setembro de 2024. O videoclipe foi inteiramente filmado com um iPhone 16 Pro, e dirigido por Anton Tammi, que anteriormente dirigiu o videoclipe de "Blinding Lights".

## Lista de faixas
- Streaming/download digital – single

1. "Dancing in the Flames" – 3:40
2. "Dancing in the Flames" (acoustic) – 3:28
3. "Dancing in the Flames" (live from São Paulo) – 5:12
4. "Dancing in the Flames" (instrumental) – 3:42
5. "Dancing in the Flames" (a cappella) – 3:24

## Histórico de lançamento
| Região         | Data                   | Formato                    | Gravadora   | Ref.  |
| -------------- | ---------------------- | -------------------------- | ----------- | ----- |
| Várias         | 13 de setembro de 2024 | Download digital streaming | XO Republic | [ 6 ] |
| Estados Unidos | 13 de setembro de 2024 | CD                         | XO Republic | [ 7 ] |
| Itália         | 13 de setembro de 2024 | Radio airplay              | Universal   | [ 8 ] |